# Anita Spada
Pour les articles homonymes, voir Spada (homonymie).
Anita Spada (née Anneliese Kambeck en 1913 à Essen et morte à la fin du XXe siècle) est une chanteuse allemande.

## Biographie
Anita Spada chante du music-hall et de l'opérette. On la voit à la Scala de Berlin, à côté notamment de Georg Alexander ; elle est également présente au Friedrichsbau de Stuttgart (de). À la fin des années 1930, elle enregistre des chansons, avec Peter Kreuder et avec l'orchestre de Heinz Munsonius (de), une reprise de Lili Marleen (Lied eines jungen Wachtpostens).
En octobre 1939, elle est temporairement arrêtée sur ordre de Joseph Goebbels ainsi que l'attaché de presse Will Meyer, le chef d'orchestre Otto Stenzel (de) et le maître de cérémonie Heinz Heimsoth. Alors que Lale Andersen tombe en disgrâce avec la chanson Lili Marleen, Anita Spada épouse en 1942 Hans Hinkel, secrétaire du ministère du Reich à l'Éducation du peuple et à la Propagande.